# Pycnopalpa rubiginosa
Pycnopalpa rubiginosa är en insektsart som först beskrevs av Bruner, L. 1915.  Pycnopalpa rubiginosa ingår i släktet Pycnopalpa och familjen vårtbitare. Inga underarter finns listade i Catalogue of Life.